# Víctor González
Víctor González Reynoso (Querétaro, 10 de setembro de 1973) é um ator mexicano. 

## Biografia
Victor é sobrinho do famoso compositor Oscar Reynoso.
Víctor estreou pela rede Televisa em 1997, mais em seguida se transferiu para a TV Azteca, para trabalhar na telenovela Mirada de Mujer, obteve grande sucesso como vilão nessa e em outras telenovelas, e um papel de protagonista na telenovela Besos Prohibidos con Eileen Abad, Salvador Pineda e Ursula Prats.
Tantas boas trajetórias o levou para Telemundo em 2003, para atuar como o antagonista em Amor Descarado, onde atuou novamente com Barbara Mori, José Ángel Llamas e Lupita Ferrer. Sua carreira teve assim continuidade em Miami.
No ano de 2007 ele regressou a Televisa para incorporar o elenco da telenovela Bajo las riendas del amor, atuando com Adriana Fonseca, Gabriel Soto, Adamari López e Pablo Azar entre outros, nessa trama ele foi o malvado 'Victor Corcuera'.
No ano de 2008 ele atuou na telenovela Alma Indomable, da rede Venevision, sendo novamente outro vilão, compartilhou cenas com Scarlet Ortiz, Luis José Santander, entre outros atores. 
Já em 2009 Víctor retorna ao México para trabalhar como o protagonista de Pasión morena.
E também em 2010 no elenco do remake Entre el amor y el deseo inspirado na telenovela Louco Amor de 1983, da Globo, que foi protagonizada por Glória Pires e Fábio Jr., e escrita por Gilberto Braga, onde Víctor é o protagonista ao lado de Lorena Rojas.
Em 2013 protagonizou a novela Hombre tenías que ser, junto com Yvonne Montero.
Em 2016 protagonizou a novela La candidata, junto com Silvia Navarro.
Em 2020 interpretou um dos antagonistas da novela Quererlo todo. Posteriormente, interpretou outros antagonistas nas novelas Los ricos también lloran e El amor invencible.

## Carreira

### Televisão
- A.mar, donde el amor teje sus redes (2025) - Sergio Falcón Tagle
- El Conde: Amor y honor (2024) - Ricardo Sánchez
- El amor invencible (2023) - Calixto Peralta
- Los ricos también lloran (2022) - León Alfaro
- Quererlo todo (2020-2021) ... Leonel Montes
- Soltero con hijas (2019) ... Antonio Paz
- Juntos el corazón nunca se equivoca (2019) ... Olegario Cervantes
- Muy padres (2017-2018) ... Emilio Palacios Fernández
- La candidata (2016-2017) ... Gerardo Martínez Osorio
- La Isla, el reality (Temporada 5, La Revancha) (2016) ... Concursante (3º Eliminado, 19° Lugar)
- La Isla, el reality (Temporada 3) (2014) ... Concursante (5º Eliminado/Abandonó, 14° Lugar)
- Hombre tenías que ser (2013-2014) ... Román Ortega / Román Lara Martí
- México baila (2013) ... Concursante (quinto Eliminado, 11° Lugar)
- La mujer de Judas (2012) ... Salomón Salvatierra Cosío
- La Teniente (2012) ... Juan Alejo
- Entre el amor y el deseo (2010-2011)... Luis Carlos Márquez / Luis Carlos Valdivieso García
- Pasión morena (2009-2010) ... Leo Hernández / Fernando Sirenio
- Alma indomable (2009) ...  Nicanor Sánchez
- Trópico (2007) ... Antonio Guzmán
- Bajo las riendas del amor (2007) ... Víctor Corcuera Rendón
- El amor no tiene precio (2005-2006) ... Marcelo Carvajal
- Amor descarado (2003) ... Ignacio Valdés
- La duda (2002-2003)... Julián
- El país de las mujeres (2002)... Daniel Cano
- Lo que es el amor (2001)... Pablo Rivas
- El amor no es como lo pintan (2000-2001) ... Alberto  "Beto" Segovia Sabatié
- Besos prohibidos (1999) ... Carlos
- Marea brava (1999) ... Paulo García
- Azul tequila (1998-1999) ... Arcadio Berriozábal
- Perla (1998) ... Hugo
- Mirada de mujer (1997-1998) ... Fernando
- Pueblo chico, infierno grande (1997) ... Gumaro Amezcua (Jovem)
- Bajo un mismo rostro (1995)

### Cinema
- Siete años de matrimonio (2012)
- Niñas mal (2007)

### Vídeos musicais
- Amor perfecto - Lidia Cavazos (1998)
- Pero qué necesidad - Juan Gabriel (1994)